# Lonesome Dove : Le Crépuscule
Pour les articles homonymes, voir Lonesome Dove et Streets of Laredo.
Lonesome Dove : Le Crépuscule (Streets of Laredo) est une mini-série américaine en trois parties de 100 minutes réalisée par Joseph Sargent, d'après le roman Streets of Laredo de Larry McMurtry, diffusée les 12, 13 et 14 novembre 1995 sur le réseau CBS. L’histoire fait suite au best-seller Lonesome Dove, qui valut à l'auteur le prix Pulitzer en 1985 et fut également adapté à la télévision.
Cette série dérivée est la troisième dans l’ordre des adaptations : elle succède à Lonesome Dove (1989) et Lonesome Dove : La Loi des justes (1993). Une quatrième mini-série, Lonesome Dove : Les Jeunes Années, qui relate le passé des capitaines Augustus « Gus » McCrae et Woodrow F. Call, a été diffusée en 1996 avec David Arquette et Jonny Lee Miller. Douze ans plus tard est réalisée Comanche Moon, qui est en 2008 la dernière série dérivée de l'œuvre de Larry McMurtry. 
En France, les quatre premières saisons sont diffusées par Koba Films ; une intégrale est disponible en coffret depuis le 23 février 2012.

## Synopsis
Quelques années après les événements de Lonesome Dove, le capitaine Woodrow F. Call (James Garner), ancien Texas Ranger, s'est reconverti en chasseur de primes. Sa situation se complique lorsque la compagnie des chemins de fer du Texas fait appel à lui et le charge de mettre un terme aux pillages organisés par un jeune pistolero imprévisible et brillant du nom de Joey Garza (Alexis Cruz). 
Call accepte de se lancer dans cette traque avec l'aide de son vieil ami, le caporal Pea Parker (Sam Shepard). Cependant, en plus du jeune Mexicain qui lui donne bien vite du fil à retordre, Call devra faire face à d'anciennes connaissances et aux fantômes du passé.

## Fiche technique
- Titre : Lonesome Dove : Le Crépuscule
- Titre original : Streets of Laredo
- Réalisation : Joseph Sargent

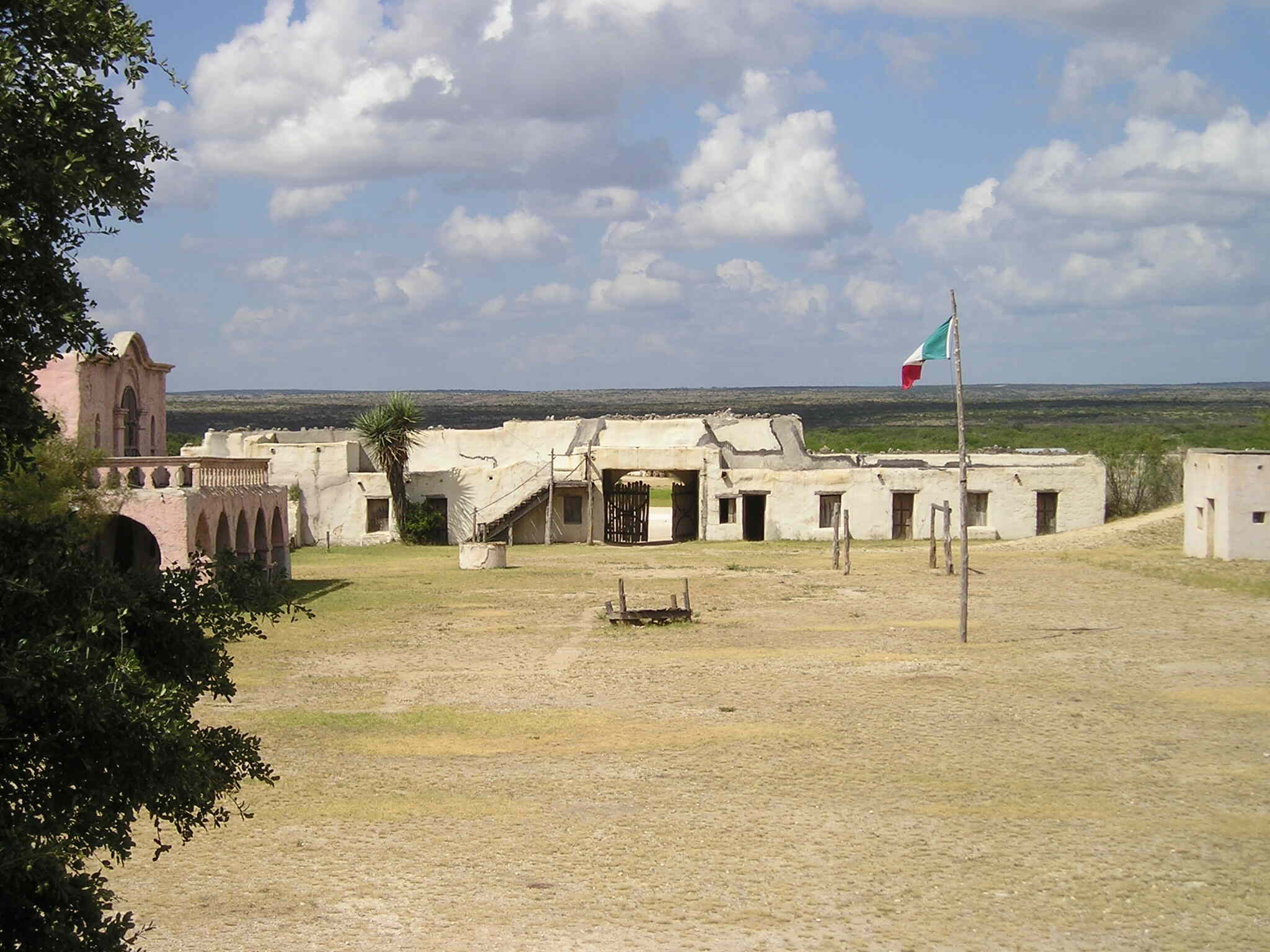
Alamo Village où fut tourné une partie de la série.

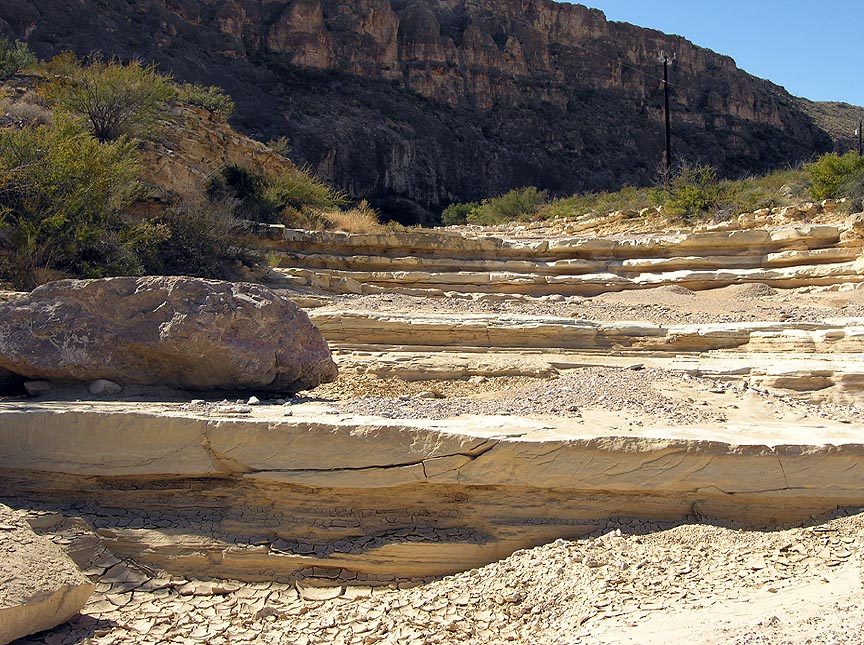
Lajitas, au Texas, où d'autres scènes furent tournées.

- Scénario : Diana Ossana, d'après le roman Streets of Laredo de Larry McMurtry
- Musique : David Shire
- Production : Robert Halmi Jr., Larry Levinson, Joe Lunne, Larry McMurtry, Ted Nelson, Diana Ossana
- Sociétés de production : De Passe Entertainment, Levinson Productions et RHI Entertainment
- Lieux de tournage : Lajitas (Texas), Brackettville (Texas) et Alamo Village
- Pays d'origine :  États-Unis
- Langue : anglais
- Classification :  tous publics
- Première diffusion : 12 novembre 1995

## Distribution
- James Garner : capitaine Woodrow F. Call
- Alexis Cruz : Joey Garza
- Sam Shepard (VF : Bernard Tiphaine) : caporal Pea Eye Parker
- Wes Studi : Famous Shoes
- Ned Beatty : juge Roy Bean
- Randy Quaid : John Wesley Hardin
- Charles Martin Smith : Ned Brookshire
- George Carlin : Billy Williams
- Sissy Spacek : Lorena Parker
- Kevin Conway : Mox Mox
- James Gammon : Charles Goodnight
- Tristan Tait : député Ted Plunkert
- Sonia Braga : Maria Garza
- Miriam Colon : Estrella
- Anjanette Comer : Beulah

## Distinctions

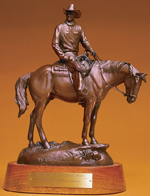
La plus haute distinction des Western Heritage Awards : la Bronze Wrangler, remportée par Streets of Laredo en 1996.

### Récompenses
Sélectionnée dans plusieurs cérémonies, Streets of Laredo, tout comme Lonesome Dove avant elle, reçut plusieurs nominations dans diverses catégories. En 1996, la mini-série remporta au total quatre prix :
- Aux American Society of Cinematographers Awards, elle obtint un prix pour Contribution exceptionnelle.
- Lors des Lone Star Film & Television Awards, elle fut lauréate dans deux catégories : Sonia Braga (Maria Garza) remporta le prix de Meilleure actrice dans un second rôle pour la télévision, Larry McMurtry et Diana Ossana ont quant à eux été récompensés pour la Meilleure télésuite.
- Durant les Western Heritage Awards, la mini-série remporta le prix le plus prestigieux, celui de la Bronze Wrangler.